# Apoda y-inversum
The Inverted Y Slug Moth or Yellow-collared Slug Moth (Apoda y-inversum) là một loài bướm đêm thuộc họ Limacodidae. Nó được tìm thấy ở Quebec và Ontario, phía nam đến Florida, phía tây đến Oklahoma và Mississippi.
Sải cánh dài 21–30 mm. Con trưởng thành bay từ tháng 5 đến tháng 8.
Ấu trùng ăn the leaves of beech, cây mại châu, ironwood và cây sồi.